# Albert Siösteen
Bror Albert Siösteen, född 11 mars 1853 i Mörbylånga, död 16 juni 1945 i Stockholm, var en svensk arkitekt och byggmästare.

## Biografi
Bror Albert Siösteen var son till garverifabrikören Bror Sten Siösteen och Christina Vilhelmina Asplund. Han studerade i Kalmar och vid Slöjdskolan i Stockholm 1876-1878. Han arbetade därefter som ritare hos Axel och Hjalmar Kumlien fram till 1883, varefter han startade egen verksamhet. Han drev på 1880-talet, tillsammans med byggmästaren David Johansson, byggnadsbolaget Siösteen och Johansson, vilket försattes i konkurs 1887.. Han stod bakom ett 20-tal bostadshus i staden, och i förteckningarna nämns han även som byggmästare (från 1895) och byggherre. Han tjänstgjorde i byggnadsnämnden som ställningsinspektör från 1891.

## Familj
Siösteen var gift med Anna Charlotta Erikson, född 1854 i Skara socken. Paret fick fem barn, bland dem Ivar Siösteen, vilken kom att utbilda sig till byggnadsingenjör och grunda Byggnads AB Ivar Siösteen som existerade även efter hans död och fördes vidare av dennes son murmästaren Sten Tore Siösteen (1909–1976). Bolaget uppförde en lång rad byggnader i bland annat Stockholm och Solna.

## Verk i urval
- Tavastgatan 26A (tillsammans med Johansson).
- Monténska huset, S:t Paulsgatan 29, 1887-1889.
- Blekingegatan 59, 1889. (rivet)
- Kungsgatan 86.
- Nybrogatan 60, 1889;
- Tyskbagargatan 3, 1889-1892.
- Banérgatan 15, 1895-1896.
- Skeppargatan 15-19, 1889-1890.
- Grevgatan 39, 1904. (rivet)
- Villa Alfhem, Stocksund, 1904 [6]
- Karlbergsvägen 25-27, 1898-1905.
- Tegnérgatan 5-9, 1890-1893.
- Hornsgatan 87, 1899- 1903.
- Hornsgatan 83-85, 1903-1905.
- S:t Eriksgatan 92, 1912-1913.
- Grevgatan 65, 1913-1914 (byggherre och byggmästare).

## Bilder av några verk

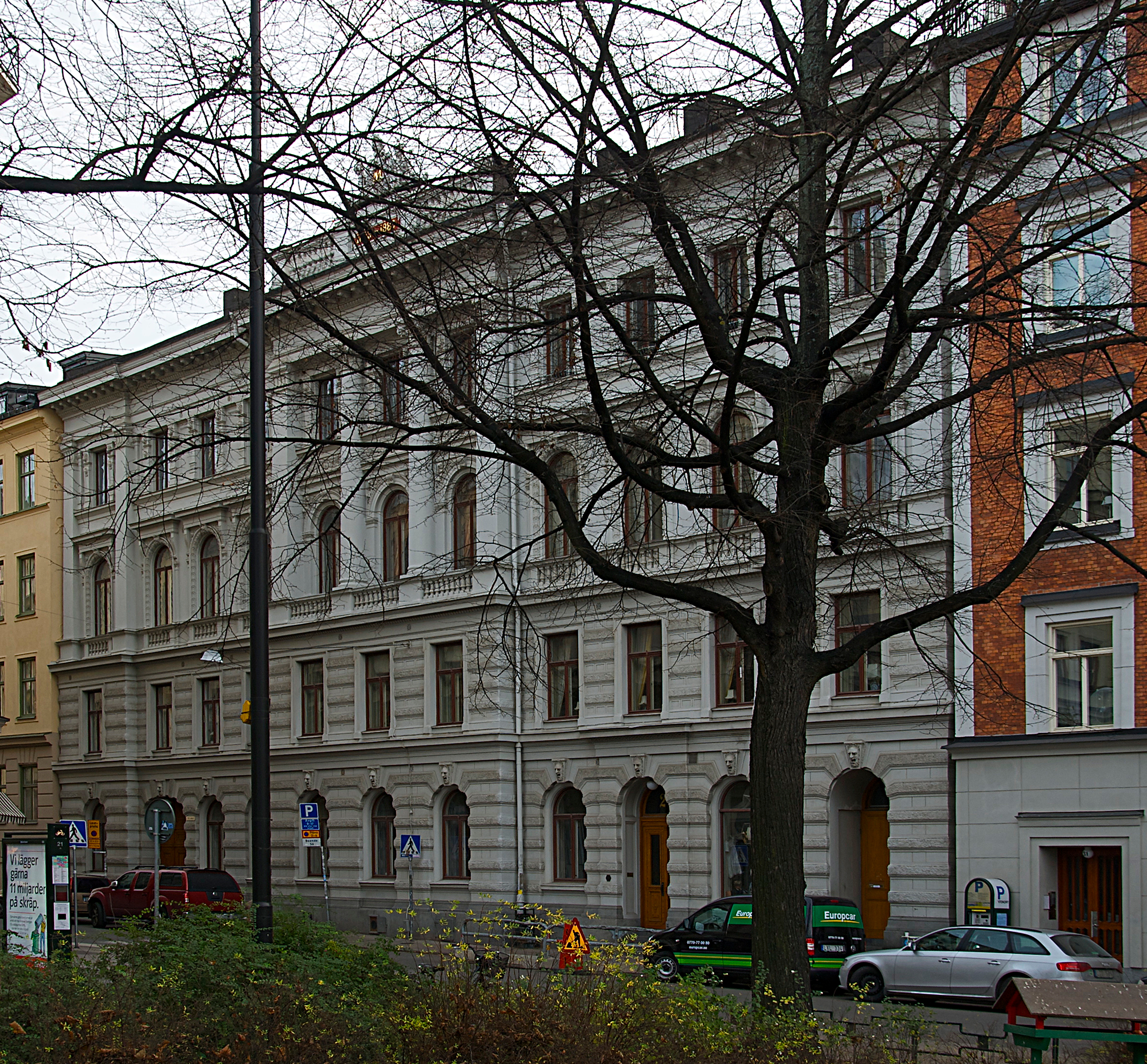
Monténska huset, 1887-1889
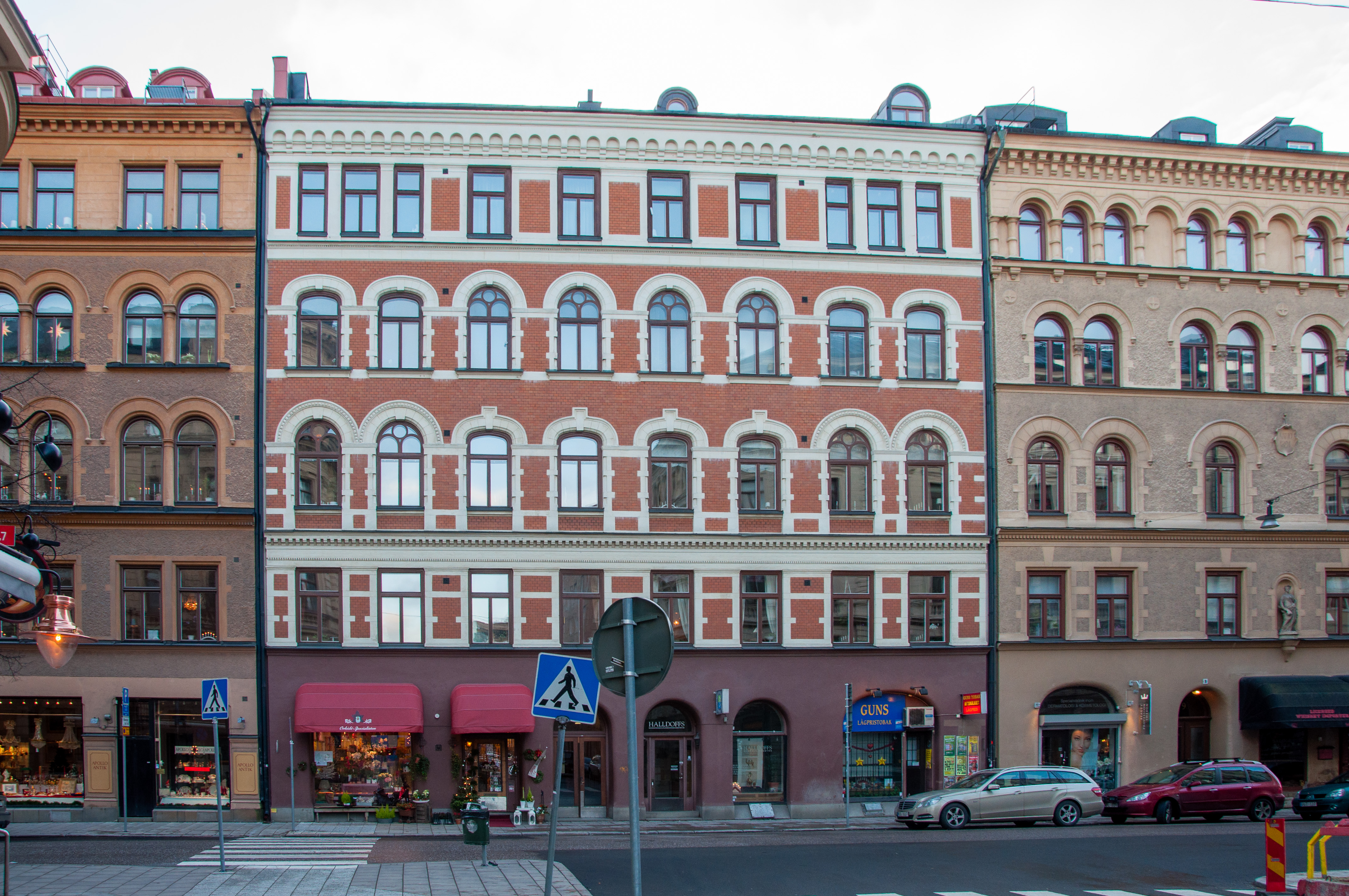
Tegnérgatan 5-9, 1890-1893.
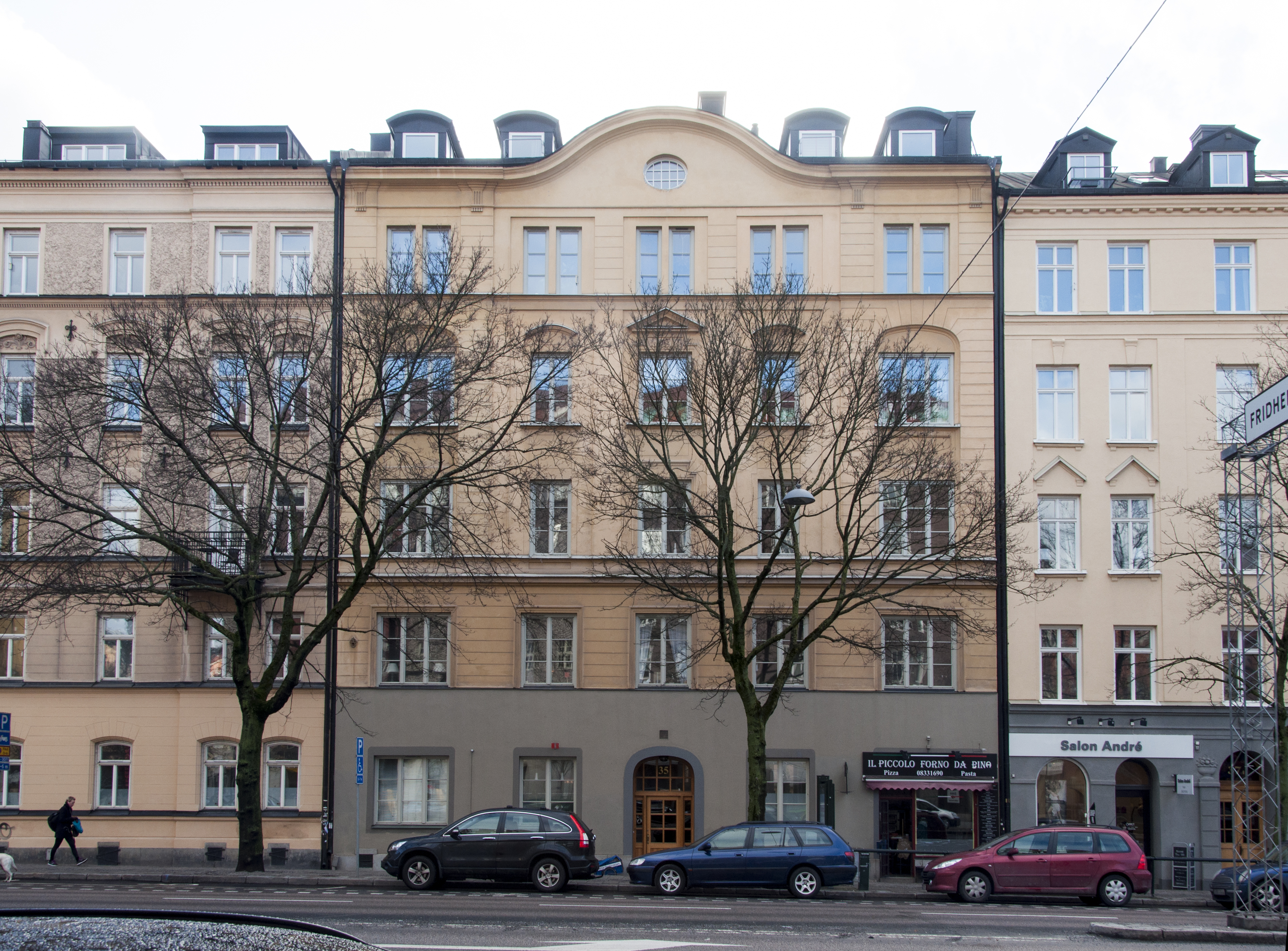
Karlbergsvägen 35, 1900 - 1903
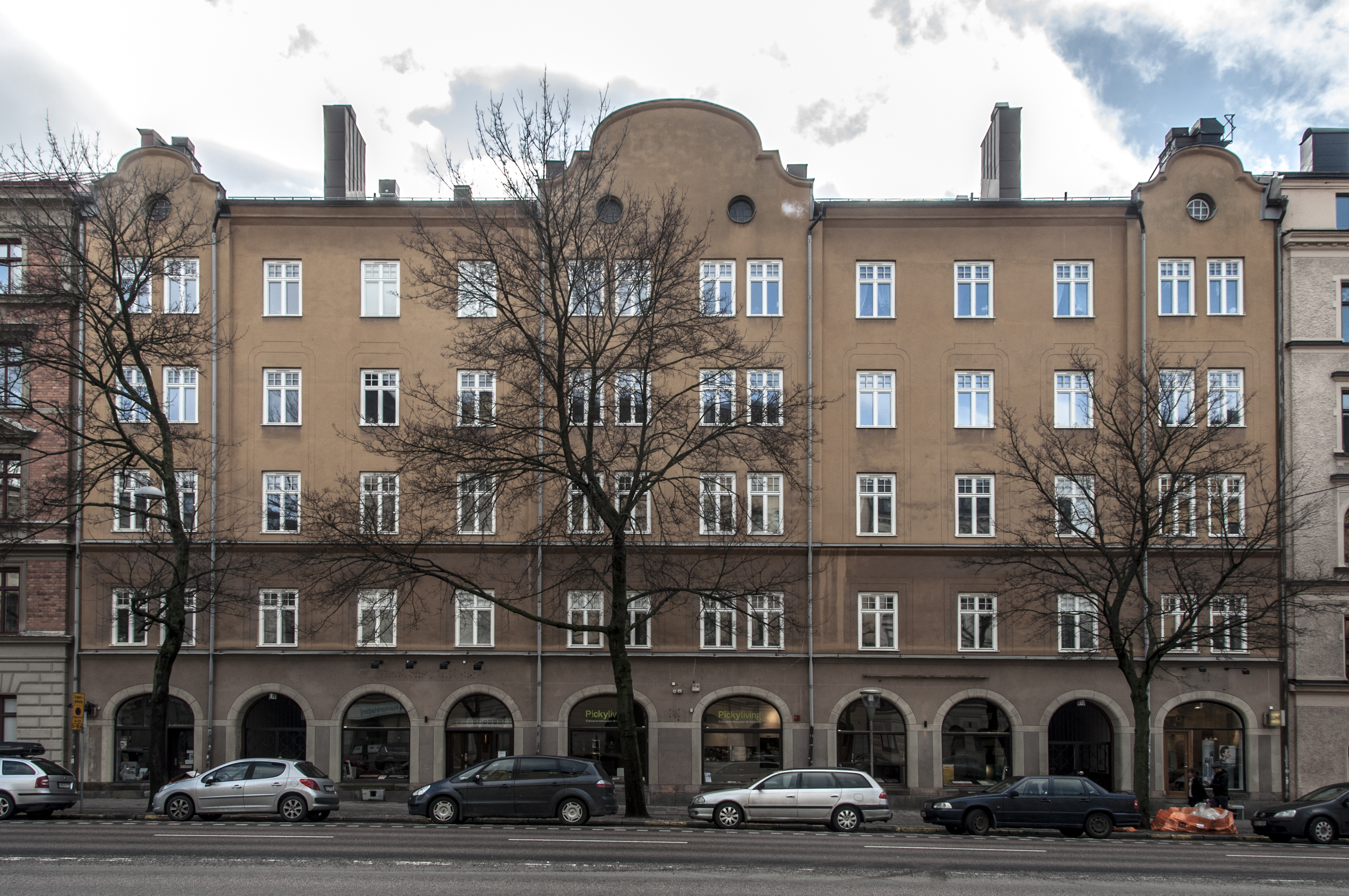
Karlbergsvägen 25, 1898 - 1900

## Referenser

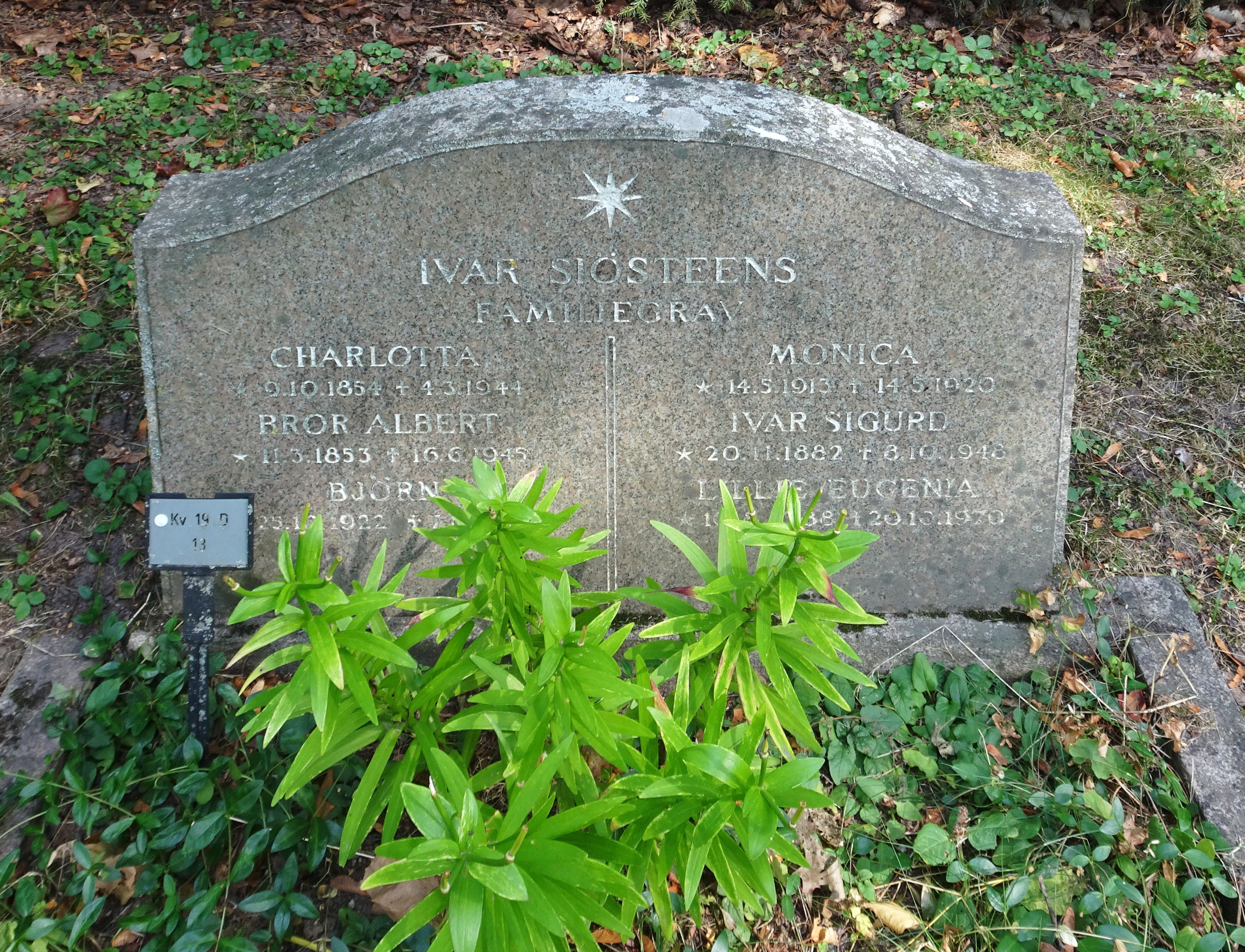
Siösteens familjegrav på Norra begravningsplatsen.